# Alberto Jackson Byington
Alberto Jackson Byington (Elmira, estado de Nova Iorque, 22 de janeiro de 1875 - São Paulo, 17 de setembro de 1952) foi um empresário brasilo-estadunidense, fundador do conglomerado de empresas Byington e Cia., um dos primeiros e mais importantes do início do século XX no Brasil, atuando nos mais diversos campos (eletricidade, engenharia civil, saneamento, telecomunicações, indústria fonográfica, indústria gráfica, moveleira, imobiliário, laticínios, etc).

## História
Nascido em Elmira, Albert Byington  teve uma educação básica e incompleta. Aos 18 anos conquista seu primeiro emprego, na montagem da feira Exposição Universal de 1893. Lá ele toma contato com a eletricidade, que se tornaria sua principal ocupação pelo resto da vida. Após aprender a montar instalações elétricas, Byington foi contratado e enviado para Buenos Aires junto com Charles Williams, representando uma empresa de equipamentos elétricos. Em 1895 chega o Brasil para trabalhar em projeto de eletrificação no Rio de Janeiro e em seguida vai para São Paulo e ingressa na São Paulo Tramway, Light and Power Company, onde trabalha pelos próximos anos.  Em 1901 casa-se com Pearl Ellis McIntyre, que se torna Pérola Byington.

### Byington e Cia.
Em 1903 criou a Byington e Cia., empresa de importação e representação comercial e consegue contratos de representação com a General Motors, Westinghouse, entre outras.
Ao mesmo tempo, começa a adquirir (em sociedade com outros capitalistas) pequenas empresas de eletricidade como a Empresa Elétrica de Sorocaba e as reúne na holding Empresas Elétricas Brasileiras. Em 1904 vai para Campinas onde cria a Cavalcante, Byington & Cia. Em 1913 adquire (em sociedade com empresários ingleses)  a Southern Brazil Electric Co de Silvério Ignarra Sobrinho, empresário de Piracicaba. Sob Byigton, a Southern implanta grandes projetos de eletrificação em Sorocaba, Campinas, Itatiba, Amparo, Serra Negra, Espírito Santo do Pinhal e Itapira.
A partir da década de  1910, vai diversificando seus negócios, angariando grande fortuna,  até se tornar dono de um dos maiores conglomerados empresariais do Brasil. Em 1921 naturaliza-se brasileiro. Nessa década, a Byington participa de seu primeiro grande projeto de engenharia: Ponte Hercílio Luz.
Em 1929 vende a mais importante de suas divisões, Empresas Elétricas Brasileiras, para a American & Foreign Power Company (Amforp) pouco antes da Grande Depressão. Aos poucos, foi deixando o resto da companhia nas mãos do filho Alberto Byington Jr. , tendo se aposentado na década de 1930. Como hobby, em 1935 resolveu implementar o primeiro laticínio automatizado da América do Sul (Granja Itahyê), produzindo Leite A e introduzindo vacas holandesas no Brasil.
Faleceu em São Paulo em 17 de setembro de 1952.